# 克洛弗代爾 (密蘇里州)
克洛弗代爾（英語：Cloverdale）是位於美國密蘇里州達拉斯縣的非建制地區。

## 歷史
克洛弗代爾的郵局於1896年設立，其後於1911年停運。

## 地理
克洛弗代爾所處的海拔為高於海平面303米（即994英呎），而該地所採用的時區為UTC-6，即北美中部時區（CST）。同時該地設有夏令時間，為UTC-6調快一小時，即UTC-5（CDT）。